# Огава (посёлок)
Огава (яп. 小川町 Огава-мати) — посёлок в Японии, находящийся в уезде Хики префектуры Сайтама. Площадь посёлка составляет 60,45 км², население — 31 383 человека (1 августа 2014), плотность населения — 519,16 чел./км².

## Географическое положение
Посёлок расположен на острове Хонсю в префектуре Сайтама региона Канто. С ним граничат посёлки Рандзан, Токигава, Йории и село Хигасититибу.

## Население
Население посёлка составляет 31 383 человека (1 августа 2014), а плотность — 519,16 чел./км². Изменение численности населения с 1980 по 2005 годы:
| 1980 | 27 045 чел. |  |
| 1985 | 29 232 чел. |  |
| 1990 | 33 709 чел. |  |
| 1995 | 37 822 чел. |  |
| 2000 | 37 301 чел. |  |
| 2005 | 35 401 чел. |  |

## Символика
Деревом посёлка считается Zelkova serrata, цветком — адонис амурский, птицей — Zosterops japonicus.